# Arcadie
Udruga Arcadie, ili jednostavno Arcadie, bila je francuska homofilska organizacija koju je ranih 1950-ih osnovao André Baudry, bivši sjemeništarac i profesor filozofije. Od svog stvaranja sredinom 1950-ih do sredine 1970-ih, Arcadie je igrala dominantnu ulogu u životu francuskih homoseksualaca kao i politička i društvena organizacija.

## Osnivanje
Udruga Arcadie osnovana je 1954. godine kao prva homofilska skupina u francuskoj povijesti. Cilj organizacije bio je "predstaviti homoseksualce kao ugledne, kulturne i dostojanstvene pojedince koji zaslužuju veću socijalnu toleranciju". Udruga Arcadie također je imala za cilj "educirati odrasle homofile, koji, preslabi i bez znanja, nisu mogli sami dostojanstveno živjeti" kroz društvene aktivnosti i putem svoje publikacije Revue Arcadie.

## Revija Arcadie
Udruženje Arcadie započelo je s objavljivanjem književne kritike Arcadie: revue littéraire et scientifique, koja je postala najvažnija francuska homoseksualna publikacija svoga doba, u siječnju 1954. godine,  iako neki izvori tvrde da je objavljivanje započela 1957. godine. Tijekom svojih godina djelovanja, Arcadie je postala popularna među nizom istaknutih francuskih intelektualnih ličnosti; Jean Cocteau pridonio je crtežom dječaka prvom broju revije.  Revija Arcadie kontinuirano je izlazila do 1982. godine kada su zakoni koji se odnose na homoseksualno ponašanje bili identični onima koji se odnose na heteroseksualno ponašanje. Njegov naglasak na "dostojanstvu" i "uglednosti" doveo je Revue Arcadie da sve više odstupa od revolucionarnih homoseksualnih političkih organizacija koje traže građanska prava za homoseksualce i lezbijke u Francuskoj. Uvidjevši da poruka recenzije više nije djelotvorna u stvaranju društvenih promjena i vidjevši kako progresivnije organizacije osiguravaju prava homoseksualcima, urednici su odlučili prekinuti objavljivanje.

## Klub Arcadie
Godine 1957. Club Arcadie osigurao je klupsku kuću u Parizu, iz koje je sponzorirao društvena okupljanja, razgovore i kulturne izlaske.
Klub se trudio predstaviti homoseksualce i lezbijke kao konvencionalne članove francuskog društva. Povjesničar Michael Sibalis opisuje uvjerenje grupe "da je javno neprijateljstvo prema homoseksualcima uglavnom nastalo njihovim nečuvenim i promiskuitetnim ponašanjem; homofili će pridobiti dobro mišljenje javnosti i vlasti pokazujući se diskretnima, dostojanstvenima, čestitima i uglednima." Kao takva, Arcadie je zabranila otvorene demonstracije romantične naklonosti poput ljubljenja na svom plesnom podiju.
U raznim točkama svoje povijesti, Arcadie je također sponzorirala aktivnosti u francuskim provincijama i u Belgiji. Klub Arcadie bio je poznat i kao Club littâeraire et scientifique des Pays Latins (CLESPALA) i Paris-Club.

## Evolucija i rasformiranje
Club Arcadie raspao se 1982. godine, a objavljivanje Revue Arcadie završilo je nedugo nakon što su zakoni koji reguliraju homoseksualno ponašanje usklađeni sa zakonima koji reguliraju heteroseksualno ponašanje.
U posljednjem pismu čitateljima Arcadiea objavljenom u izdanju od 15. svibnja 1982., čelnici udruge objasnili su svoje razloge zatvaranja kluba i prestanka objavljivanja revije:
[Arcadie], stvorena 1957. godine, odlučila je o svom raspuštanju tijekom generalne skupštine 13. svibnja. Ciljevi koje je svatko od nas postavio na stvaranje [Arcadie] bili su stalna briga tijekom njezinih dvadeset i pet godina djelovanja, i bez obzira na to što se dogodilo, uglavnom su zadržani. Vremena su se promijenila, previše, rekli bi neki. Bolna je izjava dana zadnjih mjeseci da se ovaj klub više nije mogao opravdavati, od vremena kada je postao prostor za užitak, neozbiljnost, a za premalo njih prostor za razmišljanje, uljudnost i poštovanje, i za prijateljstvo. Nije stvorena samo da bi se osiguralo bolje okruženje za jedinstvene vikend plesove. Takozvane kulturne aktivnosti su mrtve. Oni od vas u Parizu koji ovo čitate, štoviše, NISU NIŠTA održavali sudjelujući makar malo kroz vašu prisutnost... Ovaj svijet popustljivosti, neodgovornosti, neozbiljnosti, bezobrazluka - i homofilci su pobijedili rekorde u ovoj tužnoj domeni - razbija naše energije i čini nastavak aktivnosti koje više ne odgovaraju onima osnivača kluba potpuno uzaludnim.
Gunther (2004)

## Daljnje čitanje
Julian Jackson, Život u Arcadiji: Homoseksualnost, politika i moral u Francuskoj od oslobođenja do AIDS-a, Sveučilište Chicago Press, 15. prosinca 2009.

### Arhivski izvori
- Arcadie Records, 1956-1979 (0,2 kubika), smješteni su u Odjelu za rijetke i rukopisne zbirke Sveučilišne knjižnice Cornell.